# Borshchiv (huyện)
Huyện Borshchiv (tiếng Ukraina: Борщівський район, chuyển tự: Borshchivs’kyi raion) là một huyện của tỉnh Ternopil thuộc Ukraina. Huyện Borshchiv có diện tích 1006 km², dân số theo điều tra dân số ngày 5 tháng 12 năm 2001 là 75340 người với mật độ 75 người/km2. Trung tâm huyện nằm ở Borschiv.